# Yamilka Noa
Yamilka Noa (sinh ngày 31 tháng 7 năm 1980) là một nhà thơ và nhà làm phim người Cuba gốc Costa Rica, được trao giải thưởng năm lần bởi " Giải thưởng thơ thế giới Nosside " (Ý). Các tác phẩm của cô đã được dịch ra ba thứ tiếng. 

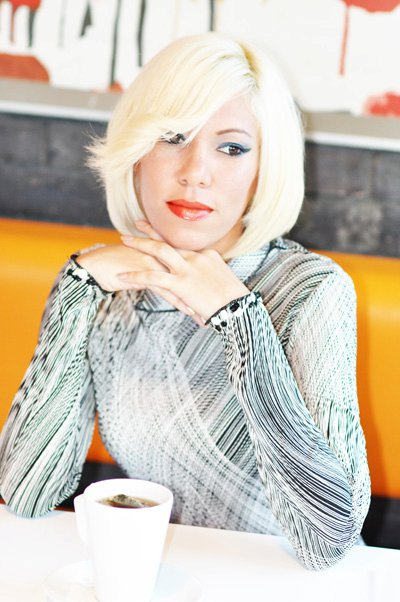
Yamilka Noa của Tim Dourado, Luân Đôn 2009

Những bài thơ của cô đã được xuất bản trên một số tạp chí và tạp chí văn học bao gồm AN, Isla Negra, Poetas del mundo Lưu trữ ngày 4 tháng 10 năm 2011 tại Wayback Machine, Guatini, Cinosargo Lưu trữ ngày 21 tháng 3 năm 2019 tại Wayback Machine , Arcane Radio, và Radio Momentos, " El País ".

## Đời sống

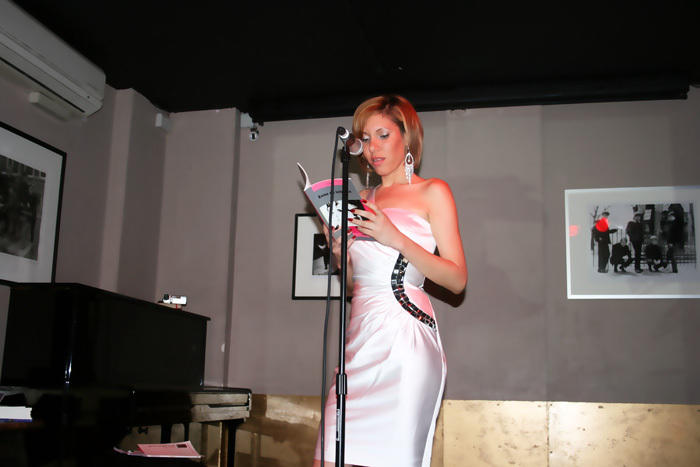
Yamilka đọc từ cuốn sách tiếng Anh đầu tiên của mình "Echoes of sorrow", London 2010

Sự nghiệp làm nhà thơ của cô bắt đầu vào năm 2006 khi cô tự xuất bản cuốn sách "La pasión detrás de la ventana", ba năm sau khi cô chuyển đến Costa Rica. Cô trở thành công dân Costa Rica năm 2011 khi sống ở London Vương quốc Anh, nơi cô học từ năm 2009 đến 2013. Cô tốt nghiệp Đại học West London chuyên ngành Sản xuất phim.
Cô đồng thời là thành viên của nhiều nhóm văn học bao gồm Nhà văn Toàn cầu trong mạng lưới Tây Ban Nha/REMES; Nhà thơ del mundo; La Voz de la Palabra Escrita quốc tế Lưu trữ ngày 26 tháng 7 năm 2019 tại Wayback Machine; Mi Văn học; Poesía tội lỗi; Mi Arte; El poder de la palabra; Cerca de ti Lưu trữ ngày 26 tháng 3 năm 2012 tại Wayback Machine, Artes Poeticas, Punto Hispano Lưu trữ ngày 3 tháng 3 năm 2016 tại Wayback Machine, LetrasKiltras Lưu trữ ngày 26 tháng 3 năm 2012 tại Wayback Machine, Creatividad Internacional. 
Cha của cô, Pedro M. Calzadilla Guevara, cũng là một nhà thơ, đã qua đời vào năm 2008. Năm 2009, cô giới thiệu cuốn sách "Mi miedo sólo mío", tại Trung tâm Barbican và tỏ lòng kính trọng với cha cô.

## Giải thưởng
- Năm đề cập đặc biệt (Bao gồm một huy chương) trong cuộc thi Giải thưởng thơ Nosside (2007, 2008, 2009, 2010, 2011 cho bài thơ video của cô 'Insomnio'), một giải thưởng đa ngôn ngữ và đa phương tiện quốc tế cho tác phẩm chưa được công bố trước đây. Màn trình diễn xuất sắc nhất của một nghệ sĩ biểu diễn bằng tiếng Anh và một ngôn ngữ khác của Farrago Zoo Awards[liên kết hỏng], 2010.

## Hợp tuyển
- Unesco World Thơ Thơ (giải thưởng Nosside) bằng tiếng Tây Ban Nha.
- Tuyển tập thơ khiêu dâm thế giới (ấn bản 1) "Phúc cho cơ thể của bạn" bằng tiếng Tây Ban Nha " Bendito sea tu cuerpo Lưu trữ ngày 21 tháng 8 năm 2008 tại Wayback Machine " "The Agony of Nirvana" Trong tiếng Tây Ban Nha " La Agonía del Nirvana "